# Quảng Ninh (provincie)
Quảng Ninh este o provincie în Vietnam.

## Județ
- Hạ Long
- Móng Cái
- Uông Bí
- Cẩm Phả
- Quảng Yên
- Ba Chẽ
- Bình Liêu
- Cô Tô
- Đầm Hà
- Đông Triều
- Hải Hà
- Hoành Bồ
- Tiên Yên
- Vân Đồn

1. ↑   https://www.gso.gov.vn/en/px-web/?pxid=E0201&theme=Population%20and%20Employment Lipsește sau este vid: |title= (ajutor)
2. ↑   https://mabuuchinh.vn/ Lipsește sau este vid: |title= (ajutor)
3. ↑   http://postcode.vn/ Lipsește sau este vid: |title= (ajutor)